# Rue des Écuries
Ne doit pas être confondu avec Rue des Petites-Écuries.
La rue des Écuries est une voie historique datant du XVIe siècle, située au sein de la vieille ville de la commune française de Nancy, dans le département de Meurthe-et-Moselle, en Lorraine.

## Situation et accès
La rue se place entre la Pépinière à l'est, et la place de la Carrière, à l'ouest, cette dernière constituant le point d'entrée et de sortie de la rue des Écuries.

## Origine du nom
Elle avait pour vocation originelle d'accueillir les écuries ducales, le site étant à grande proximité du Palais Ducal.

## Historique
Ancienne « ruelle de l'Écurie », créée contre le rempart, en 1571, pour les écuries de la cour du duc Charles III de Lorraine.
Les grilles de Jean Lamour, situées aujourd'hui sur la place de la Carrière, étaient au départ destinées à orner les extrémités de la rue des Écuries. Elles furent déplacées à leur place actuelle après la construction de l'hémicycle de Gaulle et de la Conciergerie.